# Bertrando II di Forcalquier
Bertrando II di Forcalquier o d'Urgell (XII secolo – 13 maggio 1207) fu Conte di Forcalquier dal 1151 fino alla sua morte.

## Origine
Era il figlio primogenito del Conte di Forcalquier, Bertrando I d'Urgell e di Josserande de Flotte, figlia di Arnoldo di Flotte e della moglie, Adelaide di Comps.
Bertrando I di Forcalquier era il figlio secondogenito del Conte di Forcalquier, Guglielmo III e di Garsenda d'Albon, figlia del conte d'Albon, Ghigo III e della moglie, Matilda (o Regina), nobile inglese di cui non si conoscono gli ascendenti, ma che secondo alcuni era figlia di Edgardo Atheling.

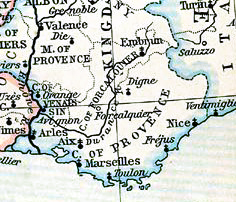
Divisione della Provenza tra contea e marchesato di Provenza e contea di Forcalquier, nel 1184

## Biografia
Di Bertrando si hanno poche notizie. Bertrando succedette al padre, Bertrando I, nel 1151, in quanto era il figlio primogenito.
Secondo la Gallia Christiana Novissima, Province d'Aix, Aix Arles Embrunes, parte I, nel 1168, Bertrando II fece donazione del castello di Manosque e di tutto ciò che era contenuto nel castello e di tutte le sue dipendenze, ai Cavalieri Ospitalieri di San Giovanni in Gerusalemme.
Sempre secondo la Gallia Christiana Novissima, Province d'Aix, Aix Arles Embrunes, parte I, nel 1173, Guglielmo, il fratello di Bertrando II, citato anche lui col titolo di conte fece diversi scambi di proprietà con Alfonso II, re d'Aragona, conte di Barcellona e conte di Provenza.
Bertrando II governò la contea a lungo, per oltre cinquant'anni; secondo l'Obituaire du chapitre de Saint-Mary de Forcalquier, Bertrando morì il 13 maggio del 1207. Secondo la nota dello stesso Obituaire du chapitre de Saint-Mary de Forcalquier, il conte Bertrando, dato che riporta solo il nome, senza precisare l'anno potrebbe essere il padre, Bertrando I d'Urgell.
A Bertrando che aveva solo figlie femmine succedette il fratello, Guglielmo IV.

## Matrimonio e discendenti
Bertrando II aveva sposato Cecilia di Bezieres, di cui non si conoscono gli ascendenti. Bertrando II da Cecilia ebbe due figlie:
- Beatrice ( - dopo il 1206), che sposò Pons Justas;
- Cecilia ( - prima del 1250), che sposò Ruggero († 1256 circa), Visconte di Carcassonne e di Couserans, poi Conte di Pallars Sobirà.

### Fonti primarie
- (LA)  Gallia Christiana Novissima, Tome I, Aix, Instrumenta, Sisteronue.
- (LA)  Obituaire du chapitre de Saint-Mary de Forcalquier.

### Letteratura storiografica
- Louis Halphen, La Francia nell'XI secolo, in «Storia del mondo medievale», vol. II, 1999, pp. 770–806
- Louis Halphen, Il regno di Borgogna, in «Storia del mondo medievale», vol. II, 1999, pp. 807–821
- Paul Fournier, Il regno di Borgogna o d'Arles dall'XI al XV secolo, in «Storia del mondo medievale», vol. VII, 1999, pp. 383–410
- (FR)  Gallia Christiana Novissima, Tome I, Province d'Aix.
- (FR)  Gallia Christiana Novissima, Province d'Aix, Aix Arles Embrunes, parte I.
- (FR)  Histoire générale des Alpes Maritimes ou Cottiènes par Marcellin Fornier, Continuation, Tome III.